# Molinara (vitigno)
Il Molinara è un vitigno a bacca nera autoctono del territorio di Verona impiegato in modo complementare ma, dal 2003, non obbligatorio nell'uvaggio dei vini prodotti nella zona della Valpolicella tra i quali il più famoso Amarone della Valpolicella. Nella composizione degli uvaggi può essere presente nella misura dal 5% al 25%. Il nome deriva dalla grande quantità di pruina che ricopre gli acini, tanto da sembrare ricoperti di farina bianca, come all'interno di un mulino di un tempo. Apprezzata per le note minerali che apporta nei vini.